# Бюль, Вильхельм
Вильхельм Бюль (дат. Vilhelm Buhl; 16 октября 1881 — 18 декабря 1954) — датский политик, глава правительства страны с мая по ноябрь 1942 года во время немецкой оккупации, и второй раз — с мая по ноябрь 1945 года, после освобождения Дании британским фельдмаршалом Монтгомери.

## Политическая карьера
Родился в южной Ютландии в семье фермера Ханса-Петера Бюля. В 1908 году окончил Копенгагенский университет со степенью кандидата права. Был членом Социал-демократической партии, в 1932 году избран в ландстинг (верхнюю палату двухпалатного в то время парламента Дании), а в 1939 году в фолькетинг (в то время нижнюю палату парламента); занимал должность министра финансов в кабинете Торвальда Стаунинга с июля 1937 по май 1942 года.
Во время оккупации Дании нацистской Германией Стаунинг создал правительство национального единства. Когда последний умер в мае 1942 года, Бюль занял его место. Это правительство действовало в течение шести месяцев и прекратило существование из-за дипломатического инцидента: король Кристиан X прислал короткий формальный ответ на большую поздравительную телеграмму от Гитлера с днём рождения монарха; Гитлер был возмущён таким «оскорблением», в результате чего Бюль был отстранён от должности, и его заменил Эрик Скавениус, сторонник компромисса с оккупационными властями. В Данию был командирован Вернер Бест — новый наместник, и генерал Герман фон Ханнекен — новый командующий.
После освобождения Дании 5 мая 1945 года местные политики и представители Движения сопротивления сформировали новое правительство. Многие датчане были недовольны действиями политиков, которые сотрудничали с немцами. Члены правительства возглавили процесс над теми, кто сотрудничал с оккупантами. В результате процесса были казнены 45 человек. После октябрьских выборов 1945 года новым премьером стал Кнуд Кристенсен.
Похоронен на Западном кладбище Копенгагена.